# Professor auxiliar

Professor Auxiliar é uma categoria na carreira de professor universitário em Portugal.

## Professor Auxiliar em Portugal
Professor Auxiliar é, na atualidade, in praxi, a primeira categoria na carreira de docência universitária nas universidades portuguesas.

Em Portugal, as categorias de docência universitária são, por ordem hierárquica:
- Professor Catedrático
- Professor Associado
- Professor Auxiliar
- Assistente (em desuso)
- Assistente estagiário (em desuso)

Na prática, atualmente as universidades públicas portuguesas apenas abrem concursos públicos para as categorias de Professor Auxiliar, Professor Associado e Professor Catedrático, por essas serem as únicas categorias que exigem o grau de Doutor (doutoramento), de acordo com os estatutos da respetiva carreira.
A posição de professor auxiliar é a categoria base de docência universitária com vínculo permanente à instituição, com duas categorias superiores (de associado e catedrático).
O recrutamento é realizado exclusivamente por concurso público internacional, documental, aberto para determinada área científica, especificada no aviso de abertura do Edital, publicado em Diário da República. Os concursos são avaliados por um júri interno e externo à instituição, composto por académicos nacionais e/ou internacionais com experiência na respetiva área de abertura do concurso. No concurso, os candidatos fazem prova documental/curricular que atesta a sua experiência académica, profissional, científica e pedagógica.
Os professores auxiliares têm obrigatoriamente o grau de Doutor e, atualmente, devido à elevada competição académica, é comum a sua contratação já com vários anos (ou décadas) de experiência em produção académica / científica em determinada área do conhecimento.
Os professores auxiliares são efetivos na sua universidade, por tempo indeterminado, podendo optar por ter ou não exclusividade. O vencimento está tabelado a nível nacional, em quatro escalões. A estes docentes são exigidas as usuais tarefas académicas, de docência, investigação científica, orientação de dissertações de mestrado e de doutoramento, entre outros.
As categorias universitárias subsequentes são de Professor Associado e Professor Catedrático, respetivamente. A subida às categorias seguintes nunca é automática, apenas sendo possível no âmbito de concursos públicos internacionais para esses lugares. Contudo, essa ascensão pode também ser possível pela abertura de concursos internos nas instituições, de acordo com a legislação em vigor.
Se assim entenderem, os professores auxiliares podem procurar obter o título de agregado, que permite aumentar o vencimento e possibilita a candidatura a concursos públicos para o lugar de Professor Catedrático (podendo passar previamente, ou não, pela categoria de Professor Associado).
Devido à reduzida abertura de concursos públicos para as posições de docência universitária, a elevada competição e a hierarquia piramidal que se encontra definida nos estatutos da carreira, muitos docentes universitários permanecem, toda a carreira, na categoria de professor auxiliar.

## Paralelos académicos

### Professores auxiliares convidados (nas universidades públicas)
Em Portugal, é também possível ser contratado como professor auxiliar convidado. 
Nesses casos, a contratação não é realizada por concurso público internacional, mas sim por convite directo da instituição. Os contratos são temporários (semestrais ou anuais), com um número de horas de docência que pode ser parcial ou integral (entre 0 e 100%), conforme as necessidades da instituição contratante. 
Os professores auxiliares convidados são contratações temporárias por motivos extraordinários (ex. falta de docentes efetivos suficientes), não são efetivos na instituição e em determinadas circunstâncias podem não ter o grau de doutoramento (no caso de serem considerados especialistas pela instituição contratante).

### Professor Adjunto - Politécnicos em Portugal
Professor Auxiliar é uma categoria na carreira de professor universitário. No Ensino Politécnico encontra correspondência na categoria de Professor Adjunto.

### Professor Adjunto - Brasil
O Professor Auxiliar em Portugal corresponde, em grande medida, à categoria de Professor Adjunto nas Universidades Federais Brasileiras.

### Outros paralelos internacionais
Nas universidades norte-americanas a categoria de Professor Auxiliar corresponderá a Assistant Professor, também a primeira categoria na carreira de docência universitária. Seguem-se as categorias de Associate Professor e Full Professor, num sistema hierárquico relativamente semelhante ao português. No sistema da Commonwealth o Professor Auxiliar poderá equivaler à categoria de Lecturer.
No caso norte-americano, os Assistant Professor passam por um período probatório de cinco anos, após o qual, por norma, passam automaticamente para a categoria de Associate Professor (Professor Associado, em Portugal), com vínculo tenure. Em Portugal, os professores auxiliares também passam por um período probatório semelhante, mas sem passagem automática para a categoria seguinte, mantendo-se na mesma categoria (em Portugal a passagem entre categorias apenas é possível por concursos abertos a todos os interessados).